# Oryzias sinensis
Espèce
Statut de conservation UICN

 LC  : Préoccupation mineure
Oryzias sinensis est une espèce de poissons d'eau douce de la famille des Adrianichthyidae.

## Description
Oryzias sinensis peut mesurer jusqu'à 31 mm, queue non comprise.

## Répartition
Ce poisson se rencontre en Birmanie, en Chine, en Corée du Nord, en Corée du Sud, au Laos, à Taïwan et en Thaïlande. Sa présence est incertaine au Kazakhstan.

## Systématique
Le nom valide complet (avec auteur) de ce taxon est Oryzias sinensis Chen (d), Uwa (d) & Chu (d), 1989.
Oryzias sinensis a pour synonyme :
- Oryzias latipes sinensis Chen, Uwa & Chu, 1989

### Publication originale
- (zh) Chen Yin-rui, Hiroshi Uwa et Chu Xin-Luo, « 云南青鳉鱼类的分类和分布(鳉形目:青鳉科) » [« Taxonomy and distribution of the genus Oryzias in Yunnan, China (Cyprinodontiformes: Oryziidae) »], Acta Zootaxonomica Sinica, Chine, vol. 14, no 2,‎ avril 1989, p. 239-246 (ISSN 1000-0739).